# Вперёд (Башкортостан)
Вперёд (баш. Вперёд) — село в Давлекановском районе Республики Башкортостан Российской Федерации. Входит в состав Поляковского сельсовета.

## География

### Географическое положение
Расстояние до:
- районного центра (Давлеканово): 15 км,
- ближайшей ж/д станции (Давлеканово): 15 км.

## Население
| 2002 | 2009  | 2010 |
| ---- | ----- | ---- |
| 985  | ↗1001 | ↘957 |